# Mississippi Murder
Mississippi Murder es una película estadounidense de suspenso de 2017, dirigida por Price Hall, que a su vez la escribió junto a Bill Badalato, Billy Badalato, Paul Bonge y Richard Dean Starr, está basada en una novela de Martha Mabey, musicalizada por Scott Gilman, en la fotografía estuvo Francisco Gonzalez y los protagonistas son Malcolm McDowell, Luke Goss y Bryan Batt, entre otros. El filme fue realizado por Repertory Films y Badalato Media Group; se estrenó el 3 de enero de 2017.

## Sinopsis
Un enigmático homicidio sucedió en la costa de Misisipi. Una joven mujer pretende llevar a cabo una vida normal, pese a la rigurosa educación que recibe. Además, debe aceptar que su pasado la perseguirá constantemente.